# Melchior Thalmann
Pour les articles homonymes, voir Thalmann.
Melchior Thalmann (né le 21 mai 1924 et mort le 28 août 2013) est un gymnaste suisse.

## Palmarès

### Jeux olympiques
- Londres 1948
  -  Médaille d'argent au concours par équipes
- Helsinki 1952
  -  Médaille d'argent au concours par équipes.

### Championnats du monde
- Championnats du monde de gymnastique artistique 1950
  -  Médaille d'or au concours par équipes
- Championnats du monde de gymnastique artistique 1954
  -  Médaille de bronze au concours par équipes[1].